# 加藤大和 (野球)
加藤 大和（かとう やまと、2006年1月12日 - ）は、愛知県瀬戸市出身のプロ野球選手（投手・育成選手）。左投左打。北海道日本ハムファイターズ所属。

## 経歴

### プロ入り前
2023年10月26日に開催されたドラフト会議にて、北海道日本ハムファイターズから育成3位指名を受け、支度金300万円、年俸260万円で入団した（金額は推定）。背番号は113。

### 日本ハム時代
2024年はイースタン・リーグで3試合に登板し、いずれも無失点に抑えた。

## 詳細情報

### 背番号
- 113（2024年[4] - ）